# أوسكار ر. إيوينغ
أوسكار ر. إيوينغ (بالإنجليزية: Oscar R. Ewing)‏ هو محامي وسياسي أمريكي، ولد في 8 مارس 1889، وتوفي في 8 يناير 1980.